# Cesso·2012
Cesso·2012 è il quarto album in studio del cantante italiano Fatur & O.D.V., pubblicato nel 2012.

## Tracce
1. Vicolo cieco – 4:46
2. Cesso – 4:37
3. Aumentami – 5:31
4. Lui e lei – 4:23
5. Tango del merlo Floscio – 4:29
6. Fuori dal giro – 6:06
7. Tram 69 – 4:46
8. Topa da boutique – 5:06
9. Specchio – 4:52
10. Autovelox 2012 – 4:31

Durata totale: 49:07

## Formazione
- Danilo Fatur - voce
- Enrico "Era" Degli Esposti - chitarra, basso, tastiere, programmazione
- Cristina Luppi - voce e cori